# Sainte-Foy-l'Argentière
Sainte-Foy-l'Argentière è un comune francese di 1 287 abitanti situato nel dipartimento del Rodano della regione Alvernia-Rodano-Alpi.

## Geografia fisica
Il territorio comunale è bagnato dalle acque della Brévenne.

## Storia

### Simboli
Il comune non ha adottato uno stemma.

## Società

### Evoluzione demografica
Abitanti censiti